# Synchorema tillyardi
Synchorema tillyardi är en nattsländeart som beskrevs av Mcfarlane 1964. Synchorema tillyardi ingår i släktet Synchorema och familjen Hydrobiosidae. Inga underarter finns listade i Catalogue of Life.